# Михаил Александрович (князь черниговский)
Михаил Александрович — великий князь черниговский начала-середины XIV века. Упомянут в Любецком синодике в таком качестве. По летописям неизвестен. Историками, как правило, считается и брянским князем, при этом иногда с уточнением, что мог оказаться в Брянске только с захватом его Литвой в 1356 году.

## Происхождение
Войтович Л. В. считал Михаила внуком Романа Михайловича брянского и черниговского (род. ок. 1230). Келембет С. Н. считает отца Михаила Александра не Константиновичем, а Михайловичем, сыном Михаила Романовича брянского. Безроднов В. С. также считает Михаила Александровича потомком (правнуком) Романа Старого.
Зотов Р. В. считал Михаила внуком Константина Ольговича (род. ок. 1170 года). Существование Константина Ольговича опроверг А. В. Шеков, привлекший данные Введенского синодика, и считает Константина одним лицом с Олегом, а не его сыном (Константин — крестильное имя Олега). Также известно, что сын Александр был у Олега. Горский А. А. усомнился в том, что всего три князя могли занимать великокняжеский черниговский стол на протяжении всего XIV века, и предположил, что Михаил либо не был внуком Константина Ольговича, либо не был отцом Романа Михайловича. Также существует версия, устранившая хронологические несоответствия версии Зотова добавлением одного поколения. Согласно этой версии, Александр Константинович был племянником Романа Старого и отцом Дмитрия брянского и Михаила Александровича черниговского.

### Генеалогическое древо (предположительно)
- Святослав Всеволодович (1194)
  - Олег Святославич (1204)
    - Константин Ольгович?
      - Александр Константинович (черниговский князь)
        - Михаил Александрович

  -  ?
    - Михаил
      - Роман Старый (1288)
        - Михаил Романович
          - Александр
            - Михаил Александрович

        - Александр
          - Михаил Александрович

      - Константин Михайлович (черниговский князь)
        - Александр Константинович (черниговский князь)
          - Дмитрий (князь брянский)
          - Михаил Александрович